# ФК Лвов
ФК Лвов (на украински: Футбольний клуб „Львів“) е украински професионален футболен клуб от град Лвов.
Отборът се състезава в най-високото ниво на украинския клубен футбол.
Играе домакинските си мачове на стадион „Арена Лвов“, който разполага с капацитет от 34 915 места.

## История
Клубът е създаден през 2016 година и няма нищо със стария ФК „Лвов“ (1992 – 2001), което е потвърдено от ръководството на създадения клуб и президент на стария ФК „Лвов“ Александър Диденко.
През 2006 – 2012 години се състезава на професионално равнище. През 2012 – 2016 години клубът съществува под формата на футболна академия „Лвов“, играещ във висшата лига ДЮФЛ.
През сезон 2007/08 прави дебют в Премиер лигата, където заема предпоследното 5-о място и изпада веднага в Първа лига.
През сезон 2016/2017, на базата на завършилите академия ФК „Лвов“, е прието решение да се създаде водещ отбор, който е заявен за участие в Любителския шампионат на Украйна.
През 2018 година се слива с „Велес“ (Ровно) и се завръща в Премиер лигата заемайки мястото на Велес.

## Успехи
- Украинска Премиер Лига:
  - 6-о място (1): 2018/19
- Купа на Украйна:
  - 1/4 финалист (2): 2017/18, 2018/19